# Faargia gentillii
Faargia gentillii är en skalbaggsart som beskrevs av Martinez 1975. Faargia gentillii ingår i släktet Faargia och familjen Melolonthidae. Inga underarter finns listade i Catalogue of Life.